# Rundspant

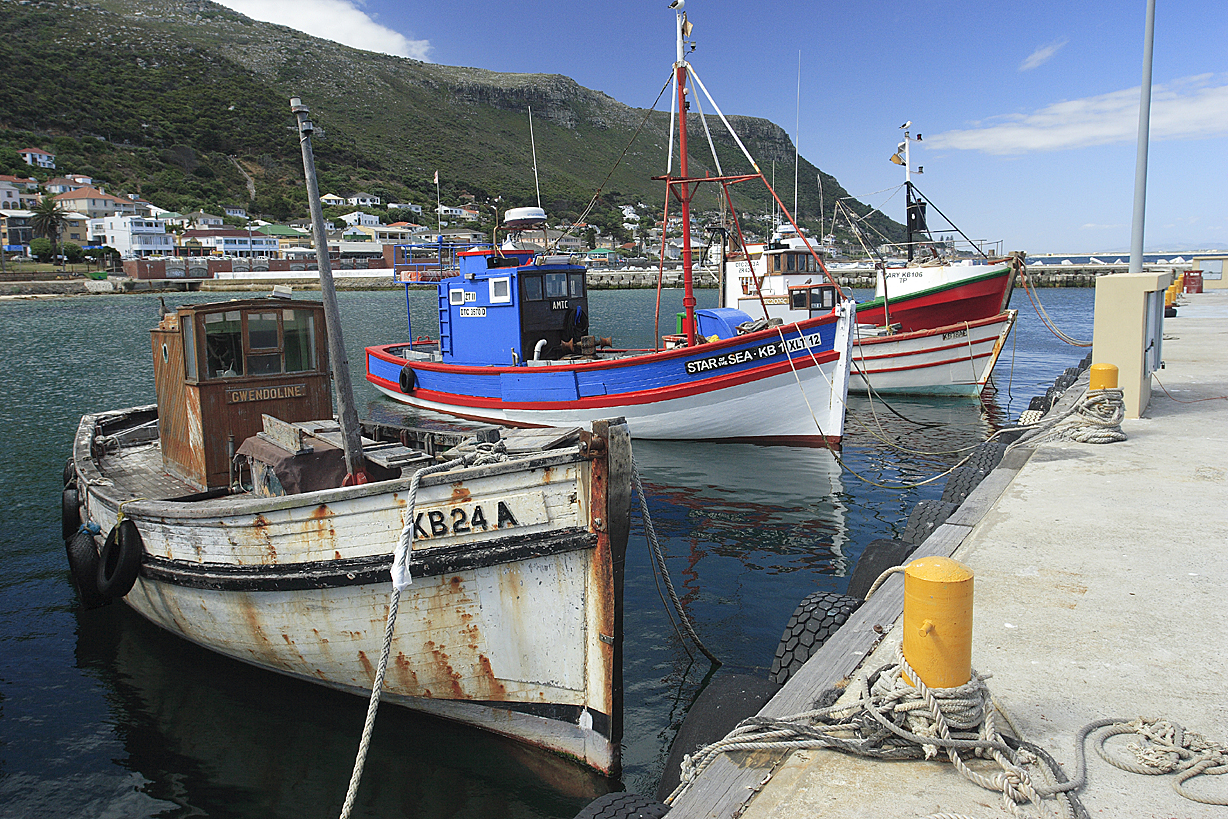
Verdränger, also eher langsame, dafür sparsame Motorboote sind oft Rundspanter

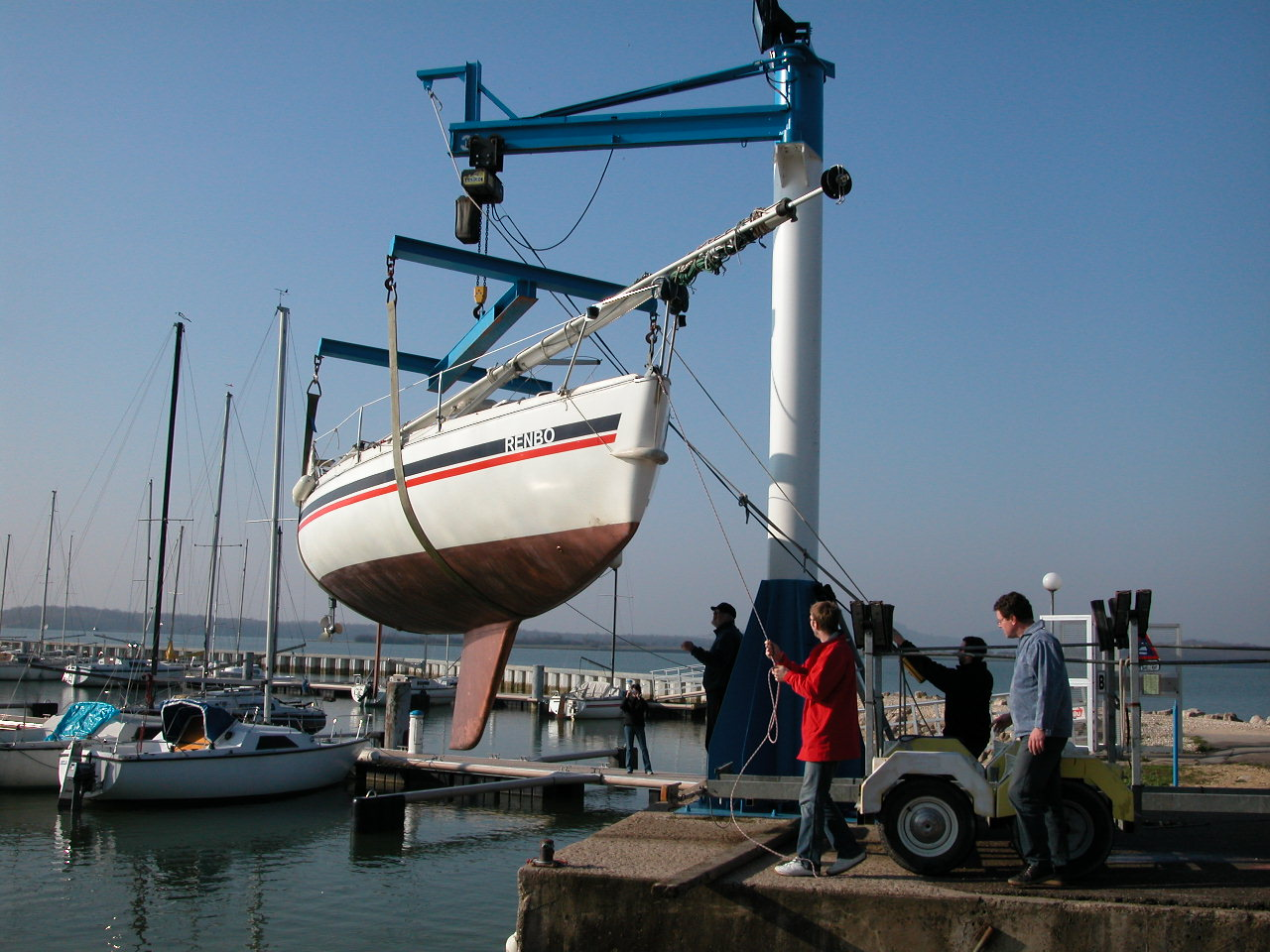
Das Unterwasserschiff eines Kurzkielers

Mit Rundspant wird die Bauform im Querschnitt eines Boots- oder Schiffsrumpfs bezeichnet, wenn die Außenwölbung – abgesehen vom Kiel – weder Knicke (vgl. Knickspant) noch eine Kombination positiver und negativer Krümmung (vgl. S-Spant) enthält. Eine gleichmäßige Wölbung ist dabei nicht vorausgesetzt – vielmehr kann der Rumpf sowohl schlank (schmal) als auch bauchig (breit) sein. Die Bezeichnung wird auch dann verwendet, wenn der Rumpf – wie bei modernen Jollen in GFK-Bauweise – gar keine Querspanten enthält.

## Eigenschaften und Vergleich
Rundspantboote haben in der Regel bei bewegter See eine relativ stabile Lage. Sie verdrängen das Wasser in der Fahrt zu einem wesentlichen Teil zur Seite hin. Sofern sie nicht auch Gleiteigenschaften entwickeln können, ist damit die Geschwindigkeit durch die Rumpfform physikalisch begrenzt (Rumpfgeschwindigkeit). 
Die Rundspantform ist sowohl bei langsamen Motorbooten wie bei Segelbooten verbreitet. Für schnelle Motorboote wurden Knickspantrümpfe entwickelt, durch die sich das Boot bei schneller Fahrt aus dem Wasser hebt, damit aber auch erheblich an Stabilität verliert. Im Segelbootsbau stellt der Rundspant einen Vorläufer der S-Spantbauweise dar, die bei älteren Kielyachten mit Langkiel zu finden ist. Heute werden für Fahrtenyachten wieder vorwiegend Rundspantrümpfe gebaut und der Kiel wird nur angebolzt, nicht in den Rumpf integriert.

## Beispiele für Segelbootsklassen mit Rundspant-Bauweise
Unter modernen Segelbooten findet man die Rundspantbauweise bei zahlreichen Jollen z. B. Laser, Europe, 420er, 470er, 505er, Korsar, Finn, aber auch bei Hubkiel-Booten wie der EFSIX 2000 oder Kurzkielern wie der Dyas.